# Österreichischer Bau-Preis
Der Österreichische Bau-Preis war ein Architektur- und Bauforschungspreis, der von 2005 bis 2011 von der Immobilien Privatstiftung gestiftet wurde. Der Preis würdigte innovative und ökonomisch anwendbare Lösungen auf dem Gebiet der Architektur, der Bauplanung, der Baukonstruktion und der Haustechnik. Das Preisgeld betrug jeweils 200.000 Euro.

## Preisträger

### Bau-Preis 2005

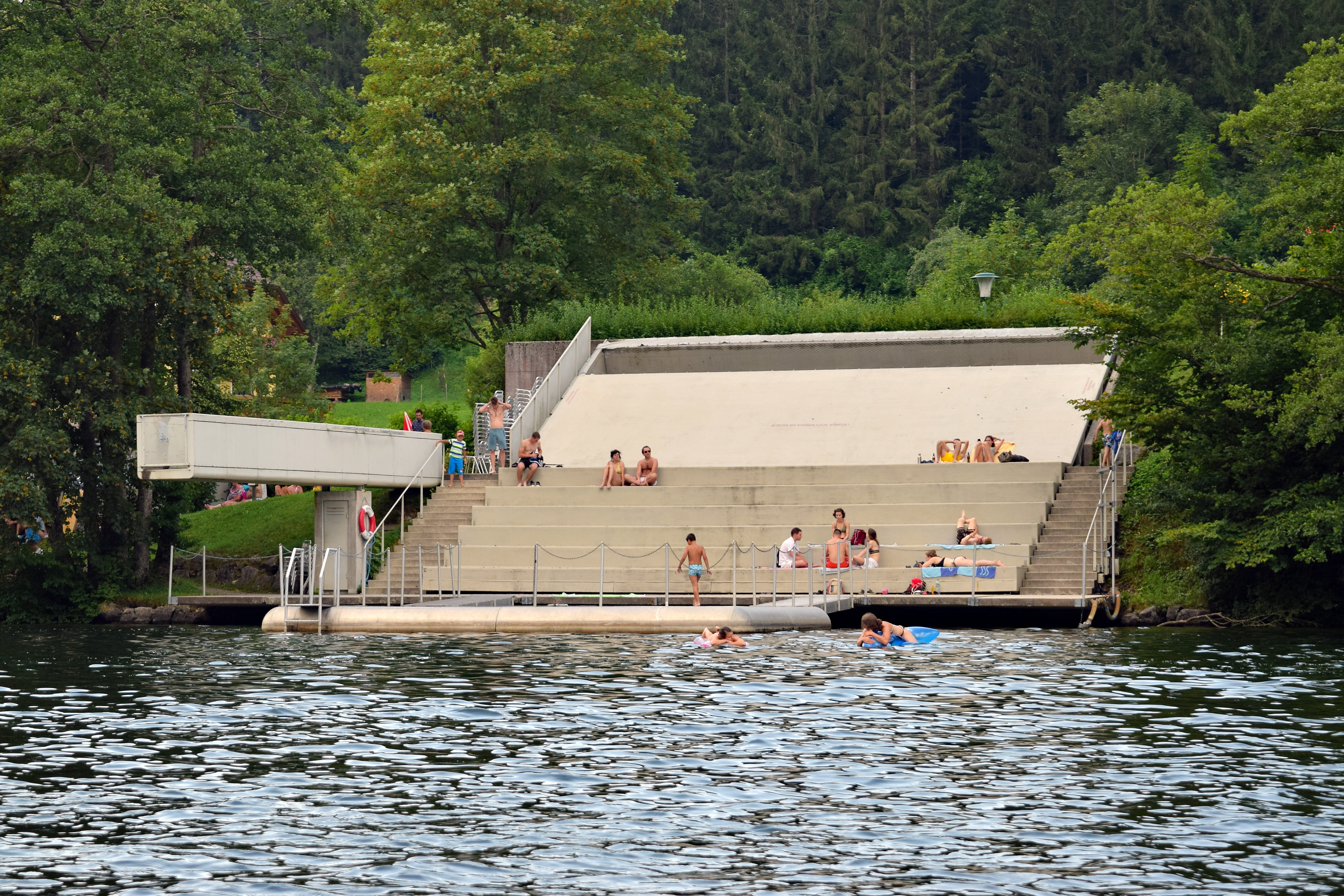
Seebühne Lunz am See

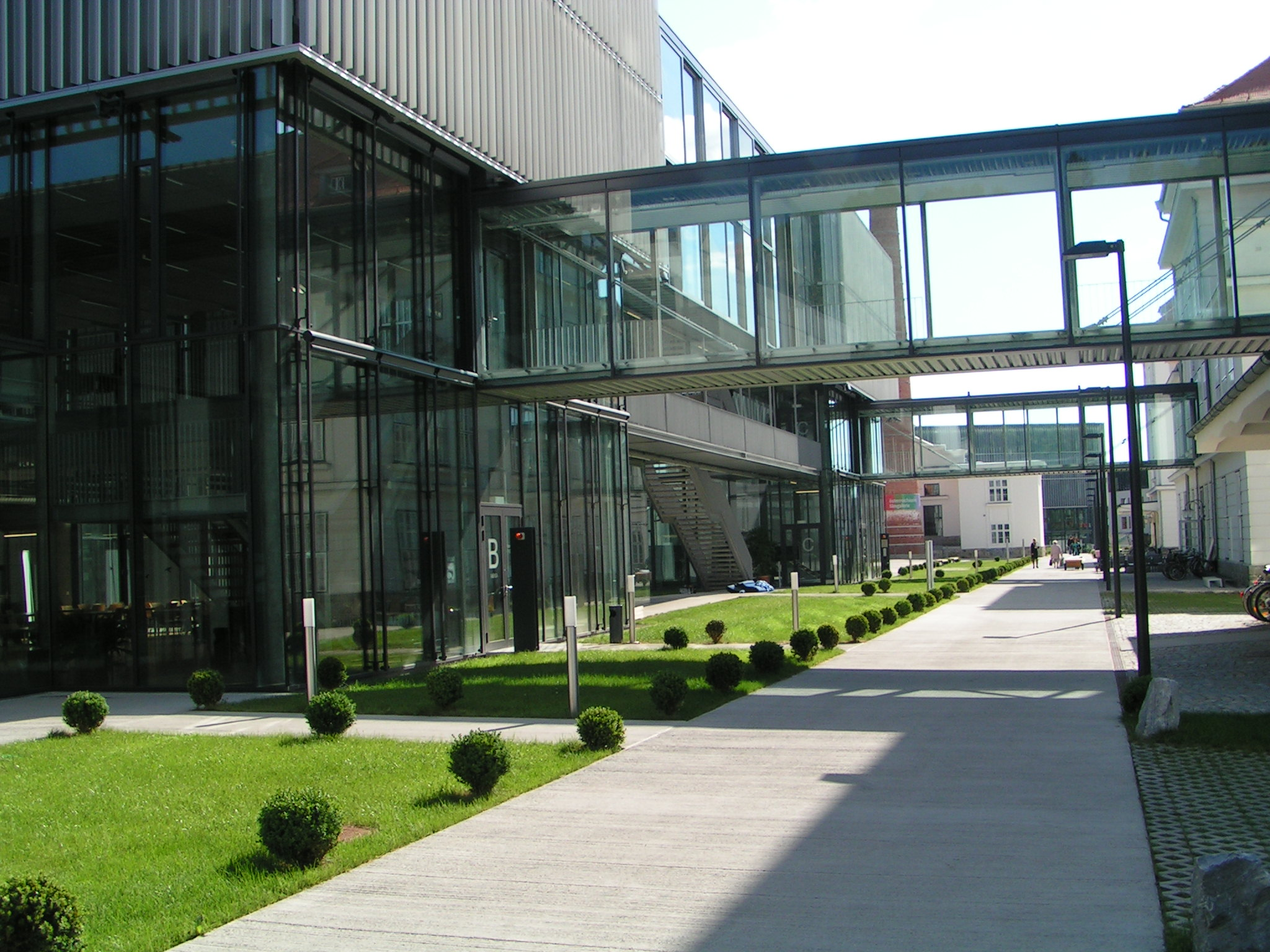
Campus der Donau-Universität Krems

Kategorie Architekten und Ingenieurkonsulenten
- 1. Platz (40.000 Euro): Seebühne Lunz am See.[2] Werkraum Ingenieure und Hans Kupelwieser.
- 2. Platz (20.000 Euro): Innsbruck Hauptbahnhof Architekturbüro Riegler Riewe
- 3. Platz (je 5.000 Euro) Zechner & Zechner (Flughafen Tower) und Dietmar Feichtinger Architectes (Unicampus Krems)

Kategorie Institute und Fakultäten
- 1. Platz (40.000 Euro) Gebäude, die mitdenken. Department für Bauphysik und Bauökologie an der TU Wien mit Ardeshir Mahdavi.[3]
- 2. Platz (15.000 Euro) Institut für Architektur und Medien an der TU Graz („Lebendiges Archiv“)
- 3. Platz (15.000 Euro): Fakultät für Architektur und Raumplanung an der TU Wien („Modulor“)

### Bau-Preis 2006

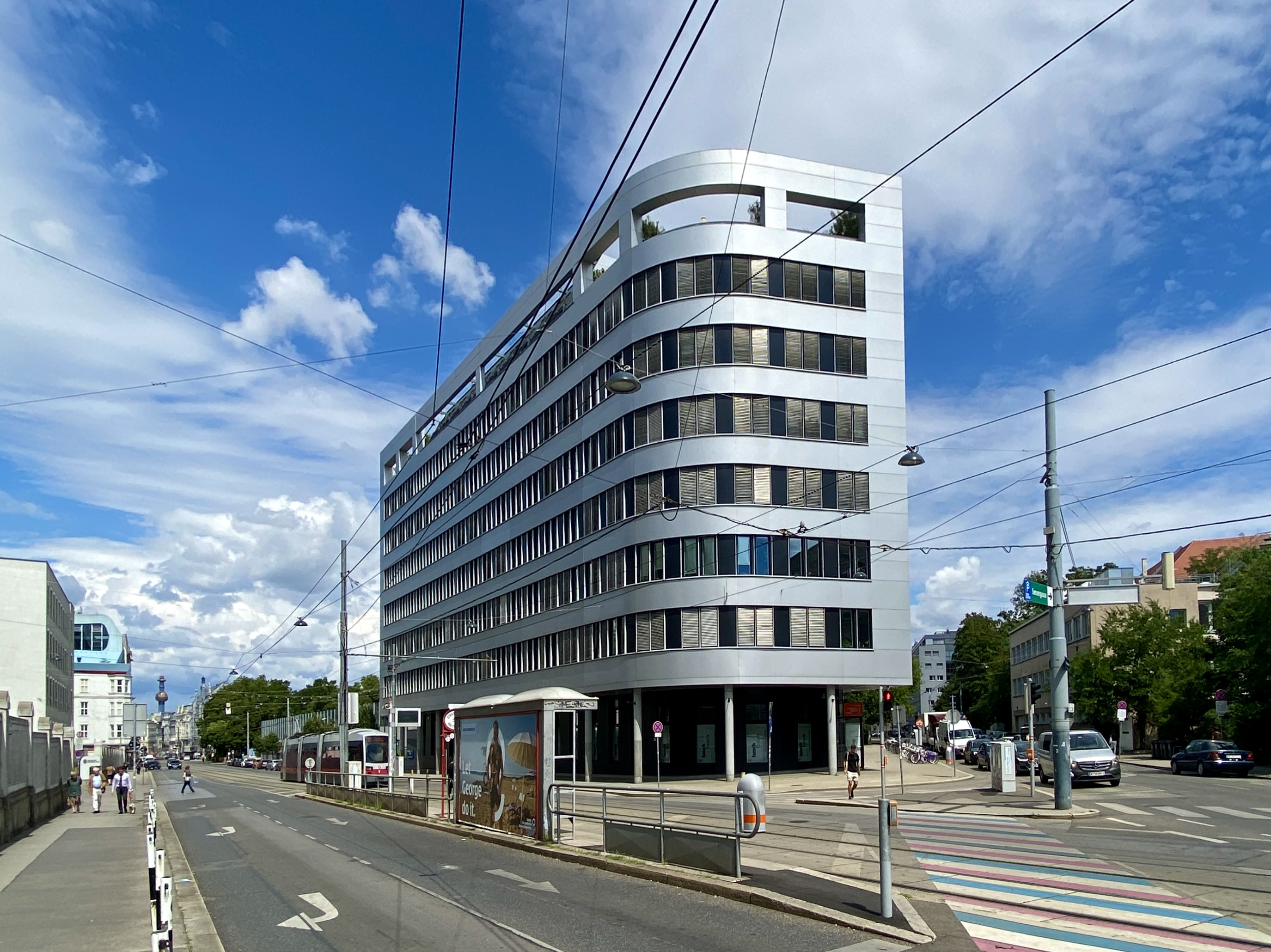
Haus der Forschung in Wien

Kategorie Architekten und Ingenieurkonsulenten
- 1. Platz: Stadtteilzentrum Centrum Odorf in Innsbruck mit Willi Froetscher und Christian Lichtenwagner
- 2. Platz: FeuerWerk Binder in Fügen/Tirol mit Helmut Reitter
- 3. Platz: Geh- und Radwegbrücke Wernstein-Neuburg mit Erhard Kargel; Revitalisierung Alte Aula mit Rudolf Prohazka

Kategorie Institute und Fakultäten
Vier gleiche Plätze (15.000 Euro):
- Wie steuern wir Gebäude? Abteilung für Bauphysik und Bauökologie der TU Wien mit Ardeshir Mahdavi.[5]

Kategorie Sonderpreis für Nachhaltigkeit im Bürobau
- Haus der Forschung in Wien VIII mit Heinz Neumann+Partner und M&S Architekten
- Lehm-Stroh-Fertigteil-Passivhaus in Tattendorf mit Georg W. Reinberg

### Bau-Preis 2008

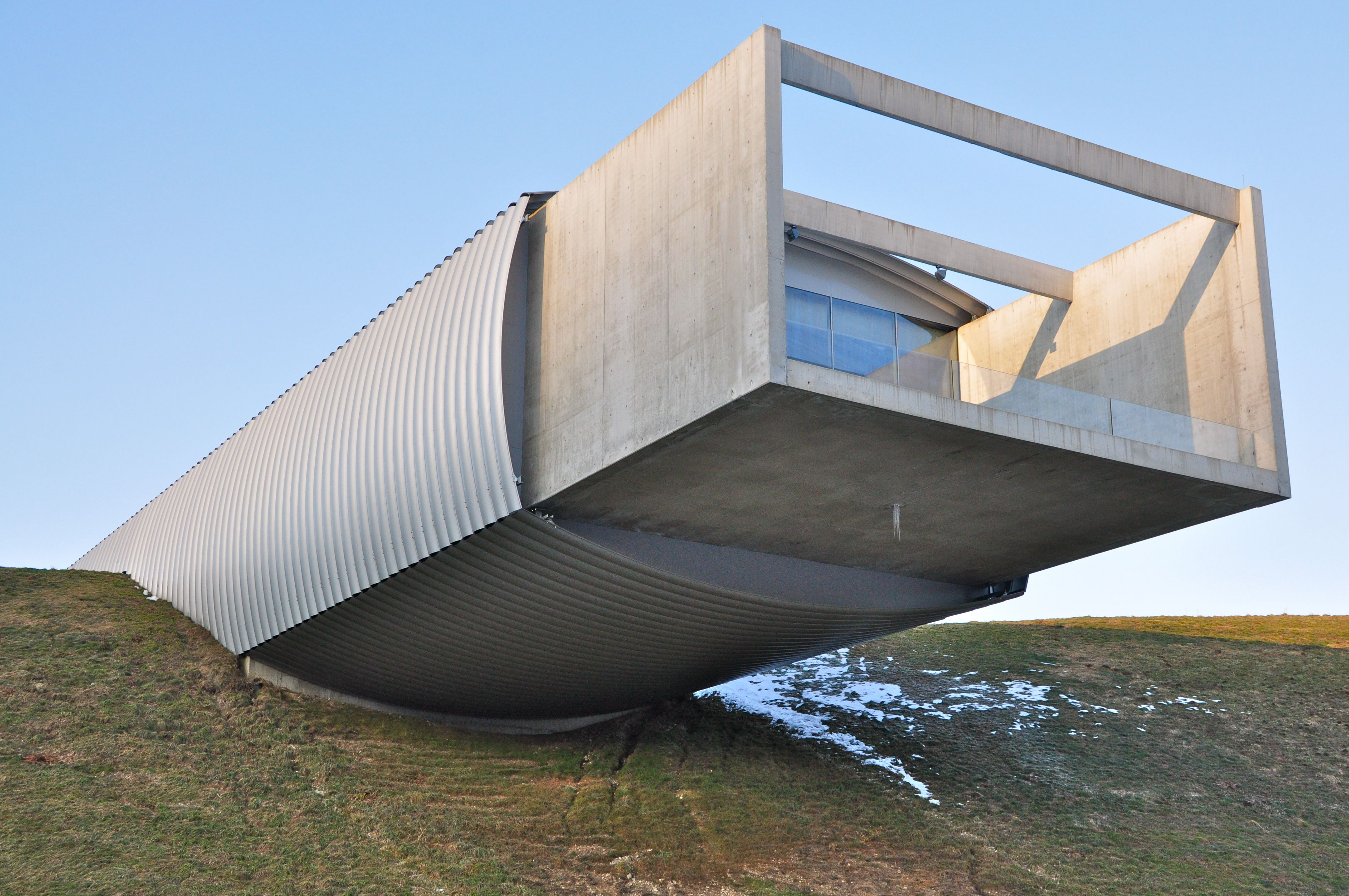
Museum Liaunig

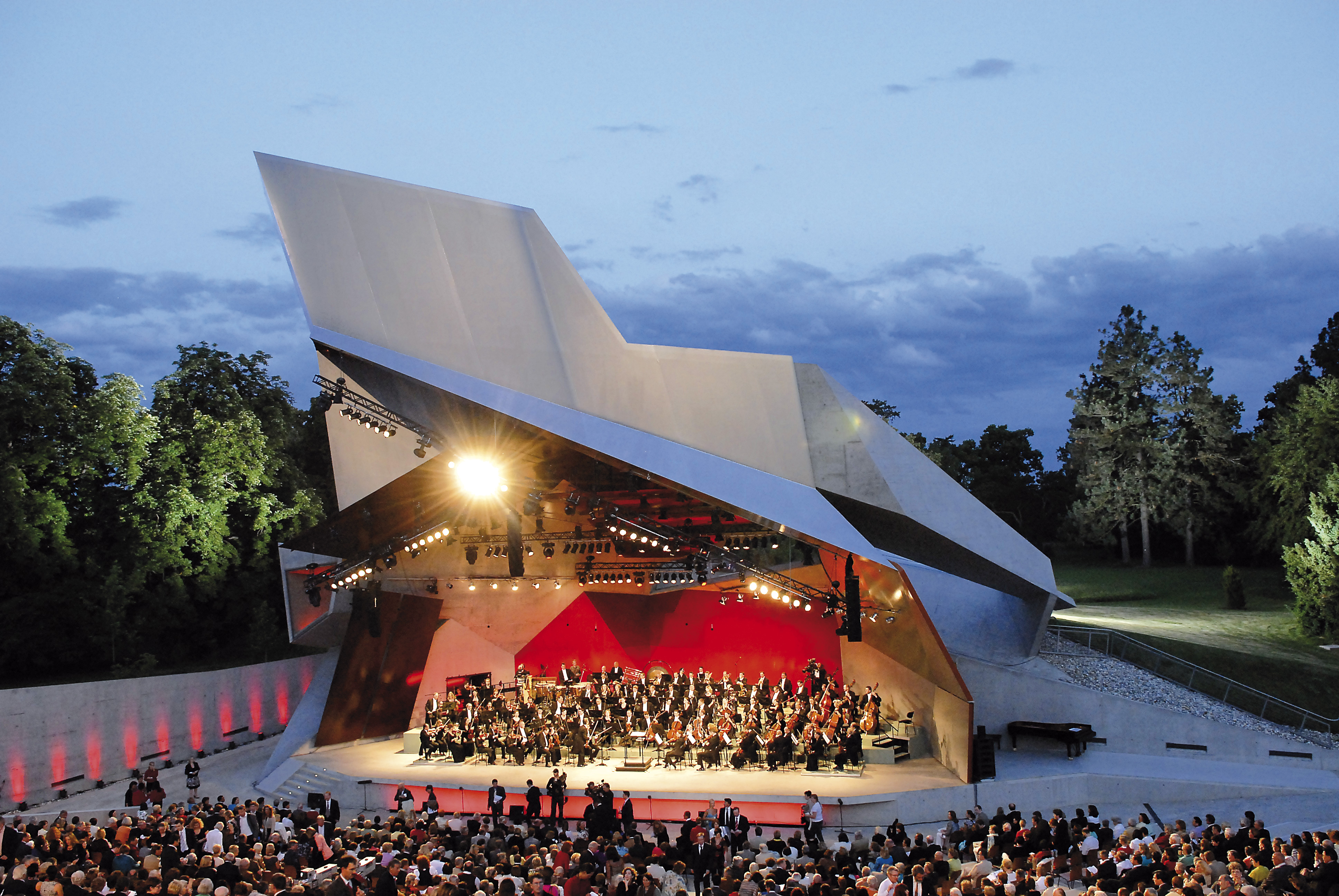
Wolkenturm im Schlosspark Grafenegg

Kategorie Architekten und Ingenieurkonsulenten
- 1. Platz: Atriumsiedlung Orasteig[7] in Wien-Floridsdorf mit Walter Stelzhammer
- 2. Platz ex aequo: Museum Liaunig mit Querkraft Architekten; Wolkenturm Schlosspark Grafenegg mit nextENTERprise-Architects

Kategorie Institute und Fakultäten
- 1. Platz: UHPC-Pilotprojekt WILD-Brücke in Völkermarkt mit Lutz Sparowitz
- 2. Platz: one2one mit Peter Schreibmayer
- 3. Platz ex aequo: Architektur der vier Elemente. Ein west-östlicher Dialog. mit Ardeshir Mahdavi; Prognose der Dauerhaftigkeit und Sicherheit im Bauingenieurwesen. mit TU Wien.

### Bau-Preis 2010/2011

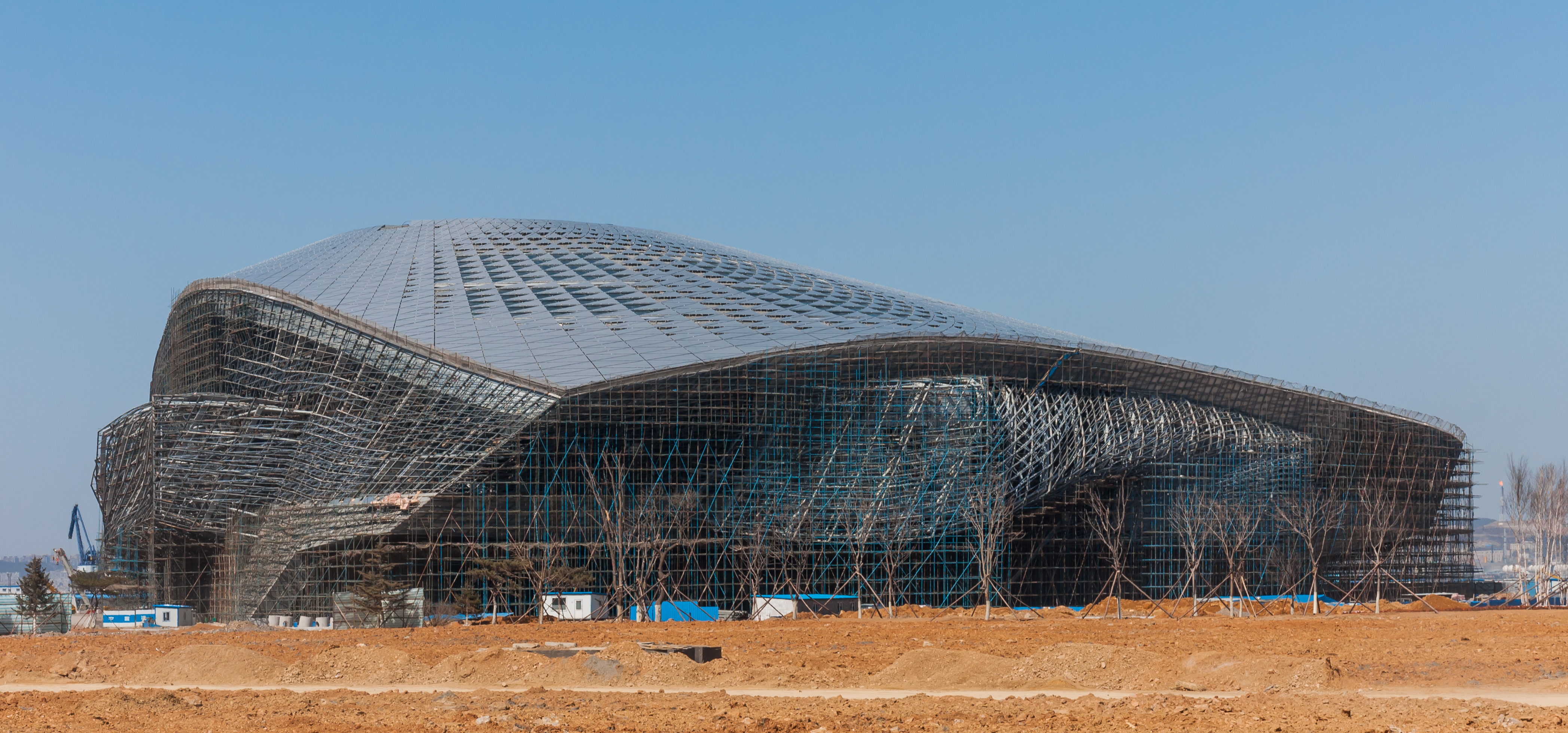
International Conference Center in Dalian

Kategorie Export von Ingenieur- und Entwurfsleistungen
- 1. Platz: Konferenzzentrum in Dalian mit Coop Himmelb(l)au

Kategorie Forschung und Entwicklung
- Klaus Bollinger für Tragwerk-Design-Tool GENTs.[10]
- Clemens Preisinger
- Arne Hofmann

Kategorie Organisationen und Netzwerke
- Werkraum Bregenzerwald mit Renate Breuß[11]
- Initiative Baukulturvermittlung für junge Menschen. der Aut. architektur und tirol[12]

## Publikationen
- Isabella Lichtenegger, Katrin Scheiblhofer (Text): Der österreichische Bau-Preis – Siegerprojekte 2008. Herausgegeben von der Immobilien Privatstiftung, Wien 2009.
- Der österreichische Bau-Preis 2008. Palais Palffy. 1010 Wien, Wallnerstraße 6, Ablinger, Vedral & Partner Architekten, Generalsanierung, 18 Seiten.
- Erich Hampel, Reinhold Mitterlehner, Thomas Jakoubek (Text): Der österreichische Bau-Preis 2010/2011. Wien 2011.